# Thannhausen (Schwaben)

Thannhausen este un oraș din districtul Günzburg, regiunea administrativă Șvabia, landul Bavaria, Germania.

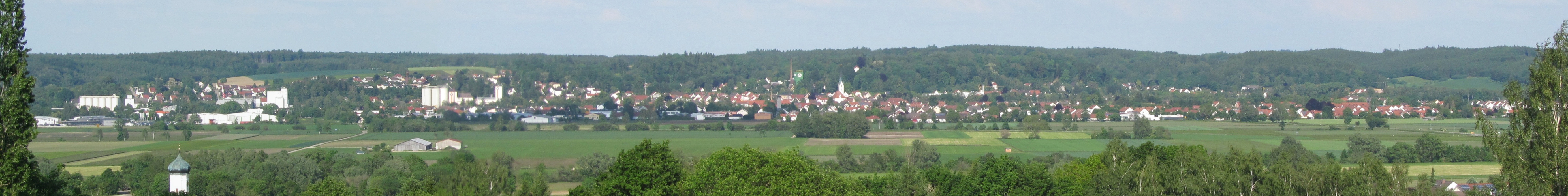
Thannhausen Panorama